# Гейлігерле
Гейлігерле (нід. Heiligerlee; нід. вимова: [ˌɦɛilɪɣərˈleː]) — село у провінції Гронінген, на північному сході Нідерландів. Розташоване у муніципалітеті Олдамбт. Гейлігерле знаходиться приблизно в 3 км на північний захід від міста Віншотен. Містечко було місцем битви під Гейлігерле 1536 року та битви під Гейлігерле 1568 року.